# Santísimos Nombres de Jesús y María en Via Lata (título cardenalicio)
Santísimos Nombres de Jesús y María en Via Lata es un título cardenalicio diaconal de la Iglesia Católica. Fue instituido por el papa Pablo VI en 1967 con la constitución apostólica More institutoque.

## Titulares
- Justinus Darmojuwono; título presbiteral pro illa vice (29 de junio de 1967 - 3 de febrero de 1994)
- Vacante
- Avery Robert Dulles, S.J. (21 de febrero de 2001 - 12 de diciembre de 2008)
- Domenico Bartolucci (20 de noviembre de 2010 - 11 de noviembre de 2013)
- Vacante
- Luigi De Magistris (14 de febrero de 2015 - 16 de febrero de 2022)
- Vacante
- Timothy Radcliffe (7 de diciembre de 2024)